# تسلسل زمني جديد (فومينكو)

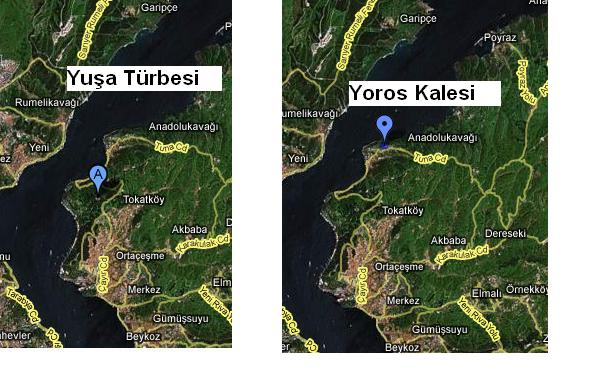

التسلسل الزمني الجديد هو نظرية تاريخية مزيّفة تدّعي أن التسلسل الزمني التقليدي لتاريخ الشرق الأوسط وأوروبا مغلوطًا في جوهره، وأن الأحداث المنسوبة إلى حضارات الإمبراطورية الرومانية والإغريق ومصر القديمة قد وقعت فعليًا خلال العصور الوسطى، أي بعد أكثر من ألف عام. تستمدّ نظرية التسلسل الزمني الجديد مفاهيمها المحورية من أفكار الباحث الروسي نيكولاي موروزوف (1854-1946)، على الرغم من أنه قد يُنظر إلى أعمال الباحث الفرنسي جان هاردوين (1646-1729) كسلف سابق لها. ومع ذلك، عادةً ما تُربط نظرية التسلسل الزمني الجديد بعالم الرياضيات الروسي أناتولي فومينكو (من مواليد عام 1945)، وذلك على الرغم من كون الأعمال المنشورة حول هذا الموضوع نتاجًا لتعاون فومينكو مع العديد من علماء الرياضيات الآخرين. يُشرح هذا المفهوم بشكل كامل من خلال كتاب «التاريخ: خيال أم علم؟» المنشور أولًا باللغة الروسية.
يشتمل التسلسل الزمني الجديد على إعادة بناءٍ لتسلسل زمني بديل باعتباره أقصر أصلًا من الجدول الزمني التاريخي القياسي، وذلك بسبب إدراج التاريخ القديم ضمن نطاق العصور الوسطى. يزعم فومينكو أن تاريخ البشرية لا يتخّطى ما هو أبعد من عام 800 ميلادي، إذ لا يوجد سوى ما ندر من المعلومات عن الأحداث التي وقعت بين عامي 800-1000 ميلادي، وبذلك وقعت معظم الأحداث التاريخية المعروفة بين عامي 1000-1500 ميلادي.
يرفض المؤرخون الرئيسيون التسلسل الزمني الجديد ويرونه متعارضاً مع تقنيات التأريخ المطلقة والنسبية المستخدمة في المجتمع العلمي الأوسع. يعتبر أغلبية المعلّقون العلميون التسلسل الزمني الجديد علمًا مزيفًا. ينبع الاهتمام الأكاديمي بهذه النظرية أساسًا من شعبيتها التي أرغمت المؤرخون وغيرهم من العلماء على المحاجة ضد أساليبها والتاريخ العالمي الذي تطرحه. أما فيما يتعلّق بالنقطة الثانية التي تجذب اهتمام المجتمع الأكاديمي العام فهي متمثّلة في فهم السبب وراء شهرتها وتعاطف 30% من الروس معها. لا يوجد أي معلومات حول الطريقة التي ينظر بها قراء نصوص التسلسل الزمني الجديد إليها سواءً على أنها تاريخًا أم خيالًا. ولا توجد أي إحصاءات موثوقة حول هوية هؤلاء القراء.
انبثقت هذه النظرية وغيرها من نظريات التاريخ البديل وأدب المؤامرة في حقبة حرية التعبير التي أعقبت انهيار الاتحاد السوفييتي. عادةً ما تُناقش نظرية التسلسل الزمني الجديد مع الإشارة إلى كتابات فومينكو، على الرغم من مساهمة مؤلفين آخرين في هذه النظرية مثل شريك فوميكنو الأصغر جي. في. نوسوفسكي وعالم الرياضيات البلغاري إيوردان تابوف الذي وسّع النظرية ضمن نطاق منطقة البلقان.

## تاريخ التسلسل الزمني الجديد
تعود فكرة التسلسل الزمني الجديد المختلفة عن التسلسل الزمني التقليدي إلى أوائل القرن السابع عشر على أقل تقدير. إذ اقترح جان هاردوين أن العديد من الوثائق التاريخية القديمة أكثر حداثةً مما تطرحه الاعتقادات الشائعة. نشر هاردوين إصدارًا من كتاب بلينيوس الأكبر «التاريخ الطبيعي» في عام 1685، إذ ادّعى من خلاله أن معظم النصوص اليونانية والرومانية مزوّرة على يد الرهبان البندكتيين. صرّح هاردوين بعد استجوابه حول هذه الاستنتاجات بأنه سيكشف عن نوايا الرهبان هذه في رسالة لن يعلن عنها إلا بعد وفاته، إلا أن المنفذّين لوصيته لم يعثروا على مثل هذه المستندات بين أوراقه بعد وفاته. أعرب السير إسحاق نيوتن الذي درس التسلسل الزمني الحالي للإغريق ومصر القديمة والشرق الأدنى القديم عن استيائه من النظريات السائدة، واقترح نظريةً خاصةً به في كتابه «التسلسل الزمني للممالك القديمة» التي استندت إلى قصيدة أبولونيوس الرودسي «ارجوناتكا» مغيّرًا التأريخ التقليدي لبعثة ارجوناتكا وحرب طروادة وتأسيس روما.
أعرب إدوين جونسون في عام 1887 عن رأي مؤداه اختلاق أو انحراف التاريخ المسيحي المبكر إلى حد كبير خلال القرنين الثاني والثالث.
أشار أوتو رانك في عام 1909 إلى ازدواجية التاريخ الأدبي في مجموعة متنوعة من الثقافات:
«نسجت جميع الشعوب المتحضّرة والمهمّة تقريبًا الأساطير حول أنفسها ومجّدت أبطالها وملوكها وأمرائها الأسطوريين ومؤسسي دياناتها وسلالاتها وإمبراطورياتها ومدنها في القصائد الشعرية ــــ أي بإيجاز، أبطالها الوطنيين. ولا سيما قصة ولادتهم وسنواتهم المبكرة المطرّزة بخصال وهمية؛ إن التشابه المذهل، لا بل التطابق الحرفي بين هذه الحكايات التي تصف أشخاصًا مختلفين ومنفصلين عن بعضهم البعض، والتي عادةً ما تكون بعيدة كل البعد جغرافيًا، جميعها معروف وصادم بالنسبة لأي باحث».
أبدى فومينكو اهتمامًا في نظريات موروزوف خلال عام 1973. نشرا سويةً بالتعاون مع بعض من زملائهما من قسم الرياضيات في جامعة موسكو الحكومية العديد من المقالات حول «الأساليب الرياضية الجديدة في التاريخ» خلال عام 1980 في المجلات الخاضعة لاستعراض الأقران. أثارت هذه المقالات جدلًا كبيرًا، إذ لم يتمكّن فومينكو في نهاية المطاف من كسب أي من المؤرخين المحترمين إلى جانبه. ومع حلول أوائل تسعينيات القرن العشرين، حوّل فومينكو تركيزه من محاولة إقناع المجتمع العلمي من خلال المنشورات الخاضعة لاستعراض الأقران إلى نشر الكتب. يرى بيم أن الصحافة العلمية السوفيتية قد سلّطت الضوء على فوميكنو وزملاءه خلال فترة أوائل الثمانينيات، مما أسفر عن «شهرتهم لفترة وجيزة من الزمن»؛ اشتكت إحدى المراجعات المعاصرة في المجلة السوفيتية «أسئلة التاريخ» في حديثها عن هذه النظرية فقالت بأن «تركيباتها لا تمتّ بأي صلة إلى العلوم التاريخية الماركسية».
اتّسع نطاق النظرية بحلول عام 1996 ليشمل روسيا وتركيا والصين وأوروبا ومصر.

## مزاعم فومينكو
يدّعي فوميكنو وجود إمبراطورية سلافية تركية واسعة وسمّاها باسم «القبيلة الروسية»، إذ يرى أن هذا الادعاء محوري بالنسبة لنظرية التسلسل الزمني الجديد ويظنّ بأن هذه الإمبراطورية لها دور مهيمن في التاريخ الأوراسي قبيل القرن السابع عشر. إذ يرى بأن مختلف الشعوب المشار إليها في التاريخ القديم والعصور الوسطى من السكوثيين والهون والقوط والبلغار مرورًا بالبولانيين والدوليبيين والدريفلاينيين والبنجناك والشعوب الأحدث مثل القوزاق والأوكرانيين والبيلاروسيين ليسوا سوى عناصر تابعة للقبيلة الروسية. يرى منظرو التسلسل الزمني الجديد أن الشعوب التي تصرّ على استقلالها من روسيا مثل الأوكرانيين والبيلاروسيين والمغول شعوبًا تعاني من وهم تاريخي.
يدّعي فوميكنو أن النموذج الأصلي الأكثر ترجيحًا ليسوع التاريخي يتجسّد في إمبراطور بيزنطة المعروف بإصلاحاته الفاشلة أندرونيكوس الأول كومنينوس (1152-1185 كما يُزعم)، الذي انعكست سماته وأفعاله في «السير الذاتية» للعديد من الأشخاص الحقيقيين والمُتخيلين. يُعتبر يسوع التاريخي شخصيةً مركبةً وتجسيدًا لنبي العهد القديم اليسع (850-800 قبل الميلاد) وللبابا غريغوري السابع (1020-1085 ميلادي) والقدّيس باسيليوس قيصرية (330-370 ميلادي) وحتّى لي يوانهاو (المعروف أيضًا باسم إمبراطور جينغزونغ أو «ابن السماء» ــــــــ امبراطور شيا الغربية الذي حكم بين عامي 1032 و1048)، إضافةَ إلى إقليدس وباخوس وديونيسوس. يوضّح فومينكو الاختلافات الكبيرة ظاهريًا في السير الذاتية لهذه الشخصيات، إذ يرى بأنها ناجمة عن الاختلافات في اللغة ووجهات النظر والإطار الزمني لمؤلفي الحكايات السردية والسير الذاتية المذكورة. يدّعي أيضًا أنه من المحتمل أن يكون يسوع التاريخي قد وُلد في عام 1152 وصُلب في عام 1185 تقريبًا على تل جوشوا المطل على مضيق البوسفور.
دمج فومينكو كلّ من مدن وتاريخ القدس وروما وطروادة تحت مسمّى «روما الجديدة» = إنجيل القدس (في القرنين الثاني عشر والثالث عشر) = طروادة = قلعة يوروس. يقع تل جوشوا إلى الجنوب من قلعة يوروس، إذ يزعم فومينكو أنه تل الجلجثة الوارد ذكره في الإنجيل.
يزعم فومينكو أن معبد آيا صوفيا هو في الواقع معبد سليمان (هيكل سليمان). إذ عرّف سليمان بوصفه السلطان سليمان الأعظم (1494-1566).
ومن ناحية أخرى، يرى فومينكو أن كلمة «روما» عنصر نائب عن أي مدينة أو مملكة من هذه المدن والممالك المختلفة. يدّعي أيضًا أن «روما الأولى» أو «روما القديمة» هي مملكة مصرية قديمة في دلتا النيل وعاصمتها الإسكندرية. أما روما الثانية والأكثر شهرة «روما الجديدة» فهي القسطنطينية. بينما تتكوّن روما الثالثة من ثلاث مدن مختلفة؛ القسطنطينية (مجددًا) وروما في إيطاليا وموسكو. تأسست روما في إيطاليا وفقًا لمزاعمه في عام 1380 ميلادي تقريبًا على يد أينياس، وكانت موسكو بصفتها روما الثالثة عاصمةً لـ «القبيلة الروسية» العظيمة.

## الاستقبال

### الشعبية في المنتديات وبين الإمبرياليين الروس
استوحيت الليفاشوفية من هذا التاريخ الزائف، واتخذت شكل رواية غامضة عنصرية عن «تارتاري العظيمة» السلافية الآرية. ومن بين الفروع الأخرى على المنتديات عبر الإنترنت نظرية مؤامرة تارتاري، والتي استوحيت إلهامها من التصوير المعماري التاريخي للمباني المهدمة كدليل على حضارة مفقودة منذ زمن طويل.